# Luka (Volčkov)
Luka (světským jménem: Andrej Jevgeněvič Volčkov; * 27. dubna 1971, Solněčnogorsk) je ruský duchovní Ruské pravoslavné církve a biskup birobidžanský a kuldurský.

## Život
Narodil se 27. dubna 1971 v Solněčnogorsku.
Roku 1988 dokončil střední školu č. 8 v Solněčnogorsku. V letech 1988–1989 pracoval v elektromechanickém závodě. Poté do roku 1991 sloužil v řadách Sovětské armády.
V letech 1991–1997 studoval na Moskevském institutu elektronických technologií.
Od roku 1996 sloužil jako ponomar a čtec chrámu svatého Mikuláše v Solněčnogorsku.
Dne 11. května 1997 byl přijat do monastýru svatého archanděla Michaela v Koziše. Zde byl 21. května představeným Artemijem (Snigurem) postřižen na monacha a přijal mnišské jméno Luka na počest svatého apoštola  Lukáše.
Dne 31. srpna 1997 byl biskupem novosibirským a berdským Sergijem (Sokolovem) rukopoložen na hierodiakona a 21. prosince na jeromonacha. Stal se představeným chrámu svatého archanděla Michaela ve vesnici Maloirmenka.
Od srpna 1998 byl asistentem blagočinného monastýru svatého archanděla Michaela.
V květnu 1999 byl jmenován představeným podvorje monastýru ve vesnici Krasnyj Jar. Zde se účastnil stavby chrámu svatého Alexandra Něvského.
Od září 2002 sloužil jako blagočinný městského podvorje monastýru.
Studoval na Tomském duchovním semináři. Roku 2004 nastoupil na dálkové studium Moskevské duchovní akademie.
V květnu 2010 byl převeden do Pokrovského monastýru ve vesnici Zavjalovo. Dne 3. srpna 2010 se stal zástupcem jeho představeného.
Dne 24. prosince 2010 byl jmenován představeným monastýru.
Dne 15. března 2011 byl povýšen na igumena.
Dne 28. prosince 2011 jej Svatý synod zvolil biskupem iskitimským a čerepanovským.
Dne 19. ledna 2012 byl povýšen na archimandritu. Dne 24. února byl oficiálně jmenován biskupem a 10. března proběhla v Trojickosergijevské lávře jeho biskupská chirotonie. Světiteli byli patriarcha moskevský Kirill, metropolita saranský a mordovský Varsonofij (Sudakov), metropolita novosibirský a berdský Tichon (Jemeljanov), arcibiskup verejský Jevgenij (Rešetnikov), arcibiskup sergijevoposadský Feognost (Guzikov), biskup dmitrovský Feofilakt (Moisejev), biskup solněčnogorský Sergij (Čašin), biskup karagandský a šachtinský Sevastian (Osokin), biskup petropavlovský a kamčatský Artemij (Snigur), biskup salechardský a novo-urengojský Nikolaj (Čašin) a biskup arseňevský a dalněgorský Gurij (Fjodorov).
Dne 26. července 2012 byl potvrzen ve funkci představeného Pokrovského monastýru v Zavjalovu.
Dne 16. května 2023 byl Svatým synodem ustanoven biskupem bronnickým a vikářem patriarchy moskevského a celé Rusi.
Dne 12. března 2024 byl ustanoven biskupem birobidžanským a kuldurským.